# Пінет
Пінет (валенс. Pinet, ісп. Pinet) — муніципалітет в Іспанії, у складі автономної спільноти Валенсія, у провінції Валенсія. Населення — 180 осіб (2010).

## Географія
Муніципалітет розташований на відстані близько 330 км на південний схід від Мадрида, 55 км на південь від Валенсії.

## Демографія
Динаміка населення (INE ):

## Галерея зображень

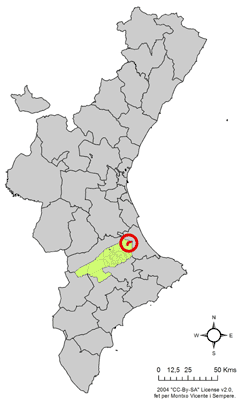
Розташування муніципалітету Пінет у автономній спільноті Валенсія
Розташування муніципалітету Пінет у комарці Вальє-де-Альбайда